# Ernest Pons i Forn
Ernest Pons i Forn   (Mataró, 19 de gener de 1920 - p. Segona meitat segle XX) fou un atleta i entrenador català.

## Trajectòria
Va destacar en el món de l'atletisme, on fou una gran estrella. Fou campió d'Espanya de salt d'altura els anys 1940, 1941, 1942, 1943, 1944 i 1946 i de triple salt els anys 1940, 1945 i 1946. En salt d'altura va mantenir el rècord d'Espanya durant 14 anys (1944 a 1958) amb un salt d'1,91 metres. També fou campió de Catalunya en nou ocasions (110 metres tanques el 1943, alçada els anys 1940, 1945, 1946, llançament de pes el 1940 i de disc els anys 1943, 1946, 1947 i 1948) i recordman català. Durant aquests anys fou atleta dels clubs Centre Atlètic Laietània de Mataró, FC Barcelona, SEU i RCD Espanyol.
Obtingué el títol de professor de gimnàstica a l'"Escuela Central de Educación Física" de Toledo i, posteriorment, exercí de professor d'educació física de l'Escola d'Enginyers Industrials (1949) i de la Universitat de Barcelona i d'entrenador en diversos esports. Fou entrenador de la selecció espanyola d'hoquei patins, de la secció d'atletisme del RCD Espanyol i del SEU de Madrid i entrenador de futbol. Fou un cas excepcional en el món dels entrenadors de futbol, ja que no havia estat futbolista. Començà com a preparador físic a l'Espanyol i al Celta de Vigo, i a continuació entrenador a molts equips, entre els quals destaquen: Deportivo de La Coruña, CD Ourense, RCD Espanyol, CE Sabadell, Reial Betis, CD Málaga, Racing de Santander Racing de Ferrol i a la Unió Esportiva Lleida, Als anys 80 dirigia l'escola de futbolistes de la U.E. Lleida.
El seu fill, Carlos Pons (1951), és un cardiòleg vinculat al món de l'esport.

## Clubs com a atleta
- 1936-1940 CA Laietània[5]
- 1941-1943 SEU
- 1943-1945 FC Barcelona
- 1946-1947 CA Laietània[5]
- 1948 RCD Espanyol

## Palmarès
Campionat de Catalunya
- Salt d'alçada: 1940, 1945, 1946
- Llançament de pes: 1940
- Llançament de disc: 1943, 1946, 1947, 1948
- 110 metres tanques: 1943

Campionat d'Espanya
- Triple salt: 1940, 1945, 1946
- Salt d'alçada: 1940, 1941, 1942, 1943, 1944, 1946

## Obres
- Normas de entrenamiento en el hockey sobre patines.  Barcelona: I.G. Suñol, 1952.
- La Preparación física en el fútbol.  Santander: Tip. Jean, 1958.